# Veluwe Zwerfpad
Het Veluwe Zwerfpad (SP 16) is een streekpad, een rondgaande lange-afstands-wandelroute, over de Veluwe, dat door de Nivon-werkgroep Gelderland in tien jaar is ontwikkeld in opdracht van het Gelders Overijssels Bureau voor Toerisme in samenwerking met het Veluws Bureau voor Toerisme. In 2006 werd de laatste hand gelegd aan dit wandelnetwerk over de Veluwe, dat een zogenaamde knooppuntenstructuur heeft met (in 2022) een totale lengte van 375 km: het bestaat uit meerdere kleinere lussen die naar believen op verschillende manieren aan elkaar geknoopt kunnen worden. Op de kaarten is een beperkt aantal gps-waypoints weergegeven. Ook is er in de gids een overzicht met wildobservatieposten op de Veluwe in opgenomen. Het pad maakt deel uit van het landelijke netwerk van wandelpaden en is in het veld door middel van de officiële geel-rode markeringen herkenbaar gemaakt.
Begin juli 2006 is de wandelgids van het pad bij het Nivon verschenen, daarin is naast de 72 routekaartjes ook achtergrondinformatie over de Veluwe en het Nationaal Park Hoge Veluwe opgenomen. Op 29 juni 2006 is het pad officieel geopend in dit park. In 2010 verscheen de tweede druk en in 2015 de derde druk met een vernieuwde route.

## Afbeeldingen

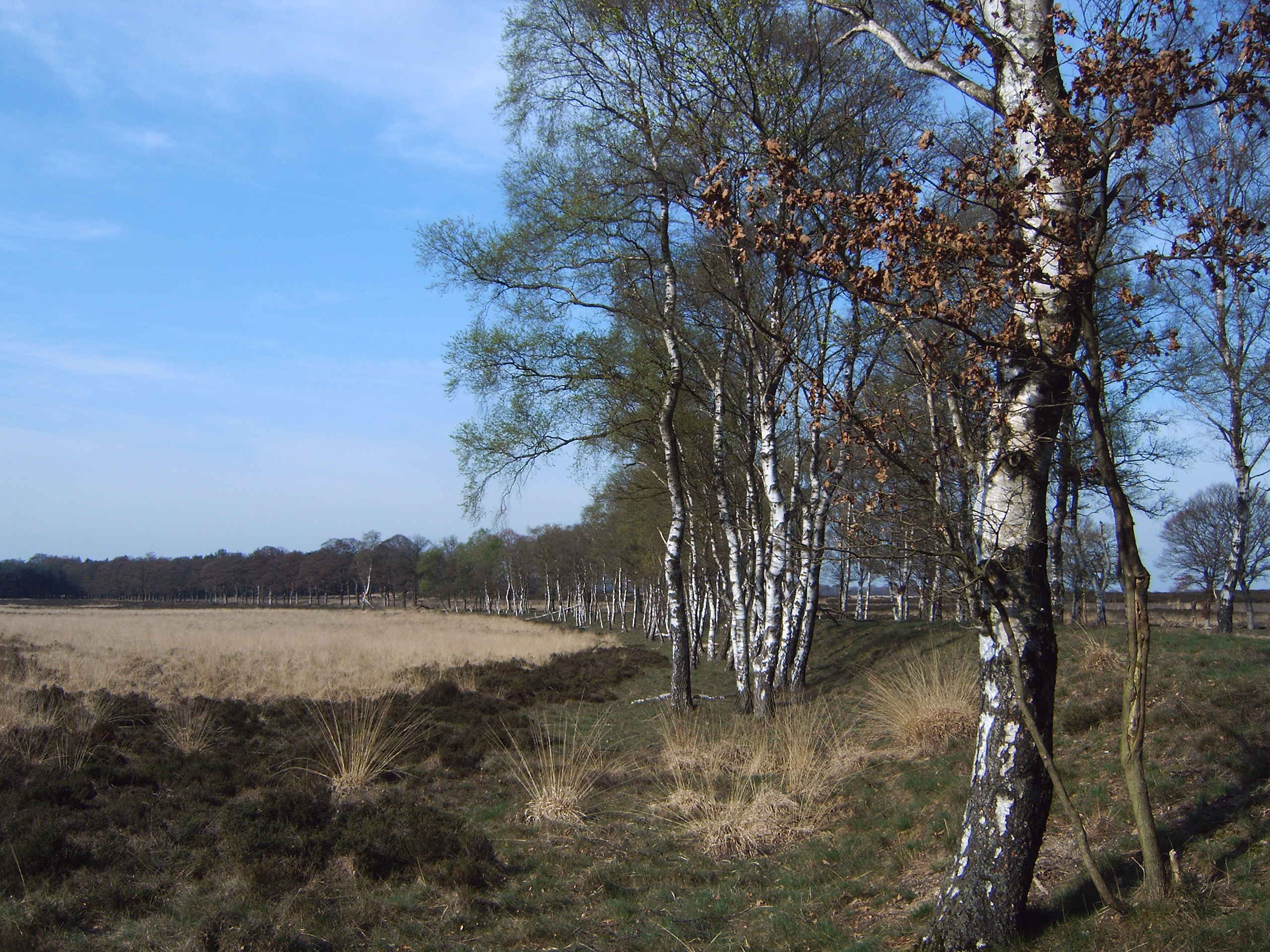
Veluwezwerfpad op de Hoge Veluwe
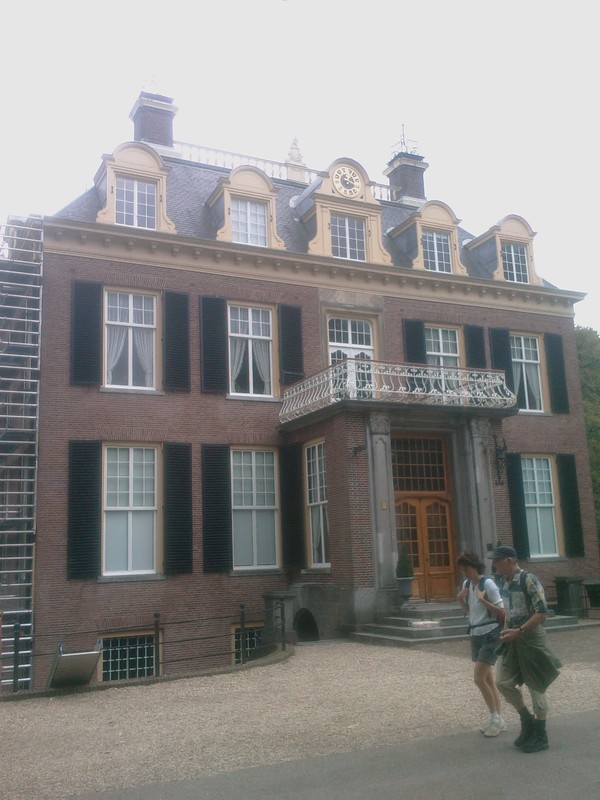
Etappe 1 voert langs Huis Zijpendaal
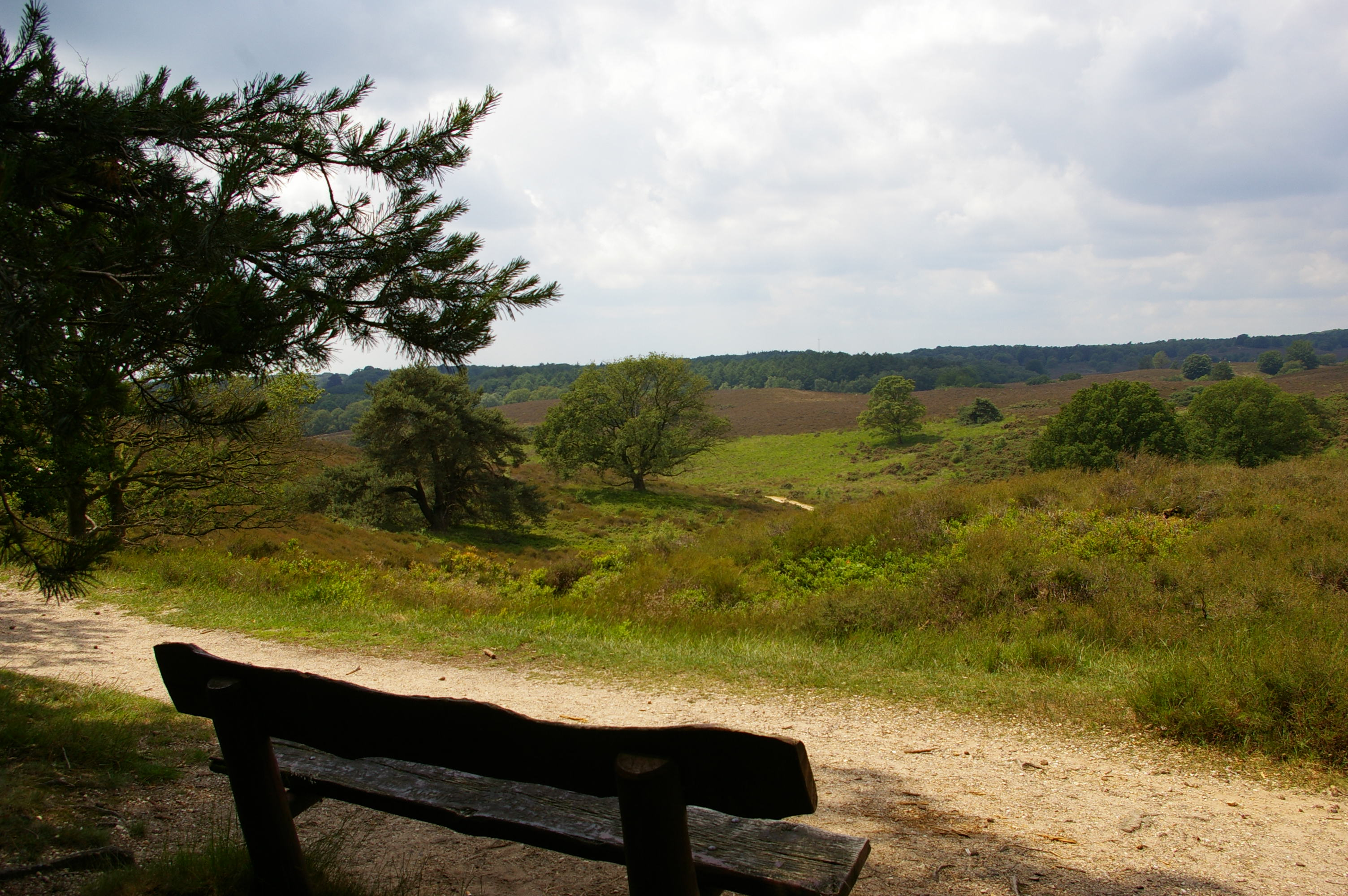
Uitzicht bij de Posbank, bij Koepel de Kaap
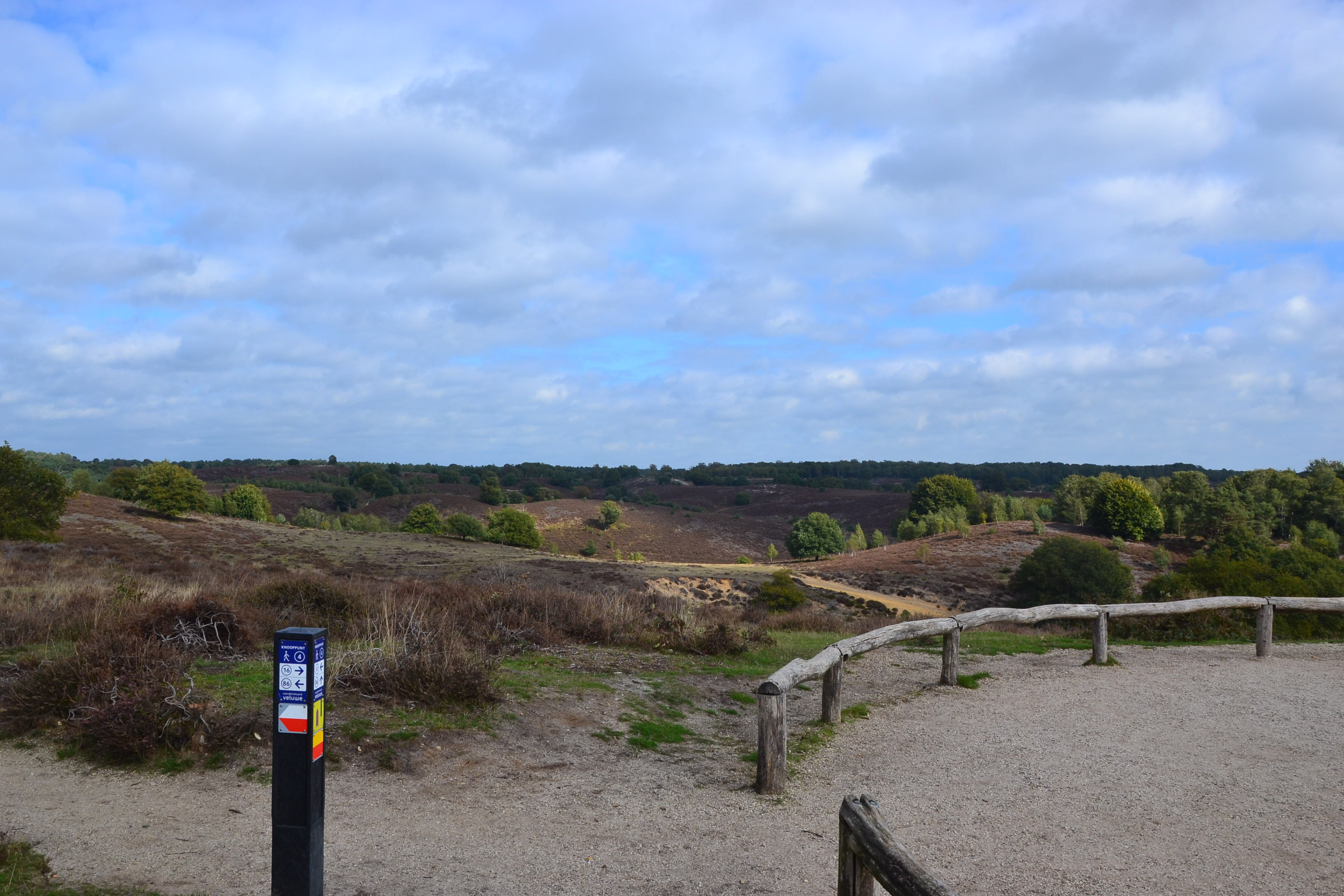
Kruising met Maarten van Rossumpad bij de Posbank
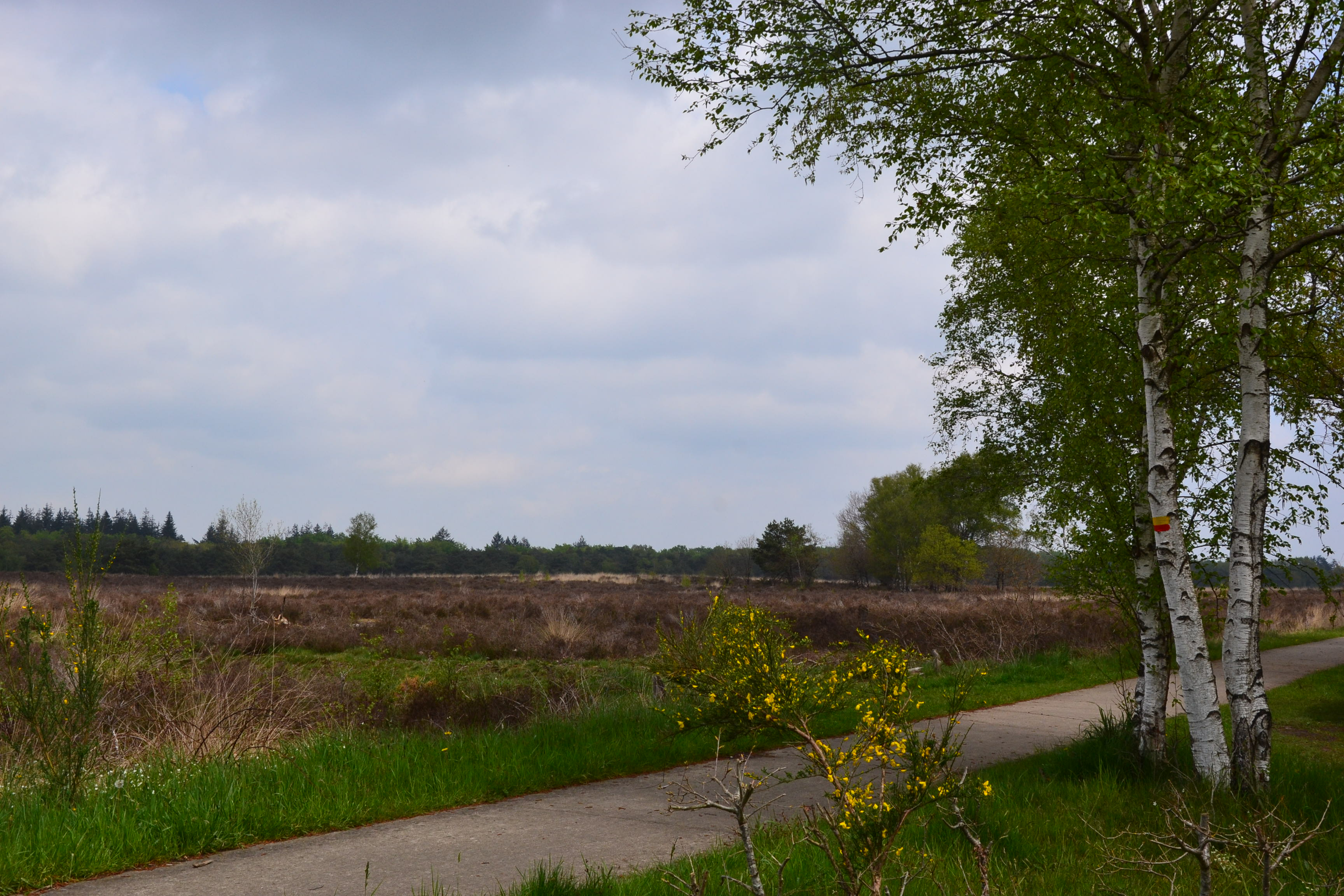
Ten oosten van Elspeet
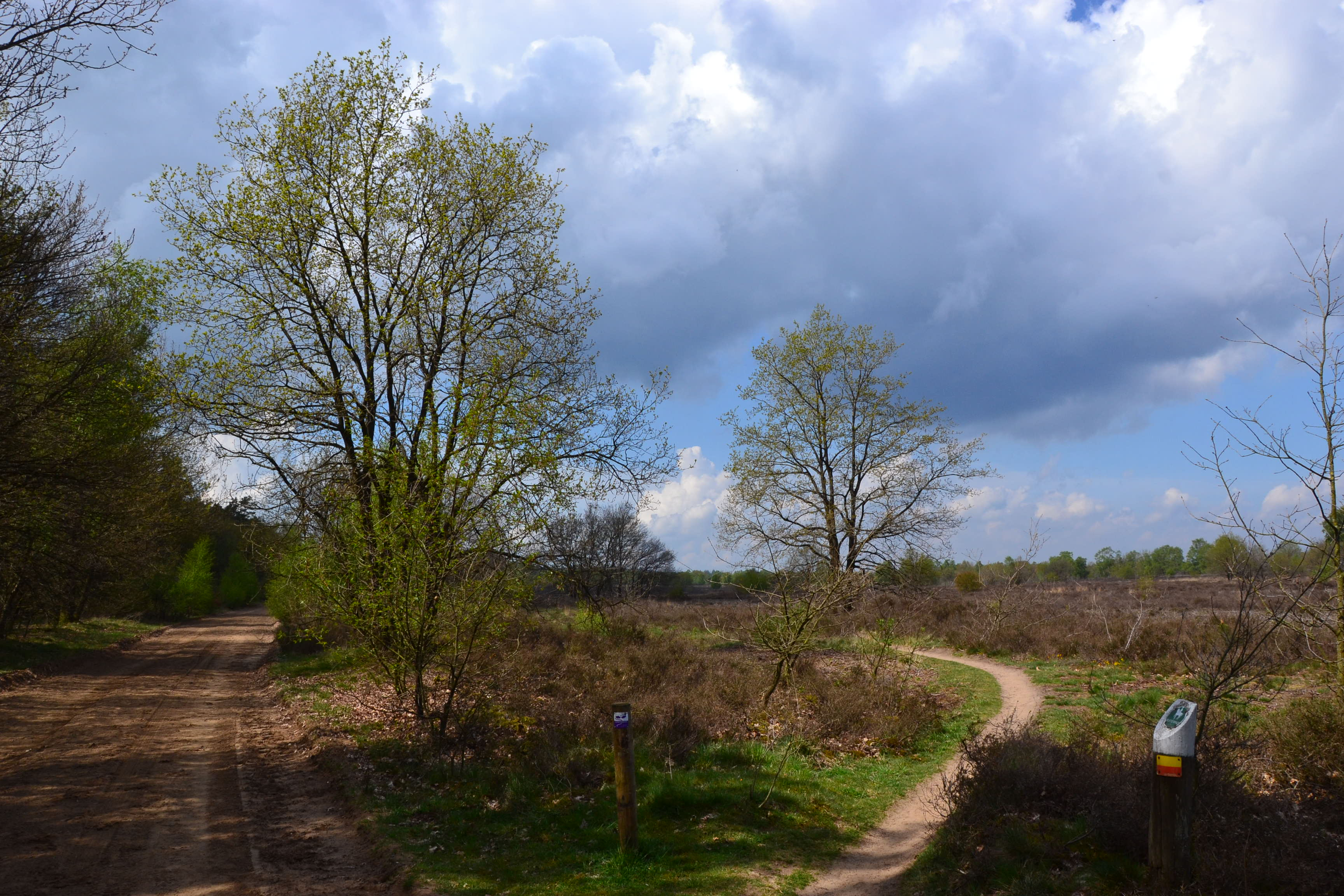
Op de Ermelose heide
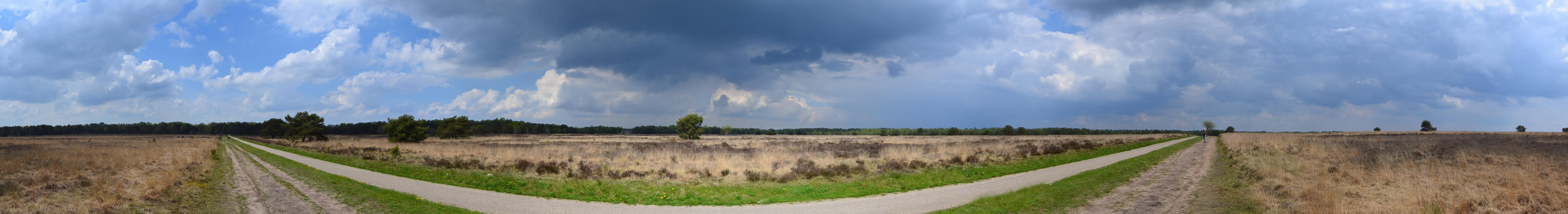
Op het Speulderveld
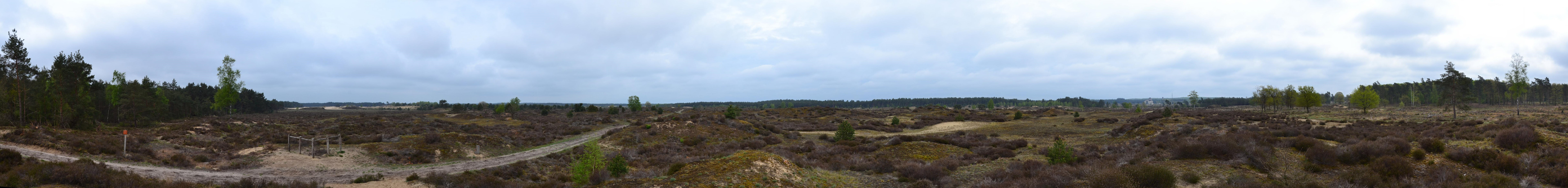
Op het Kootwijkerzand
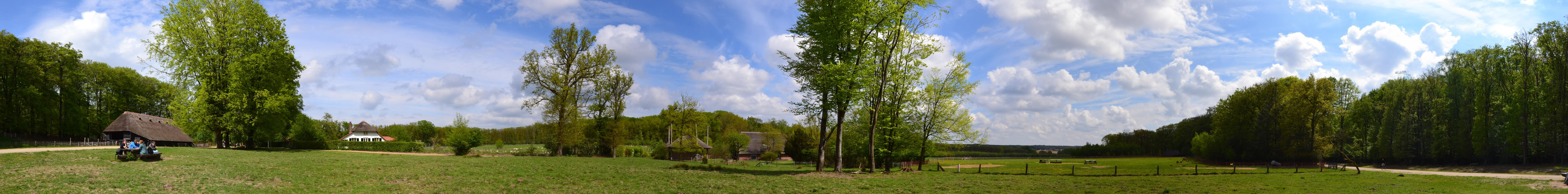
Kruising met het Marskramerpad bij Hoog Buurlo